# 光亮
光亮是中國大陸男歌手周深為北京衛視紀錄片《紫禁城》第六期演唱的主題曲。歌曲於2021年11月6日發佈，收錄於由太合音樂發行的紀錄片同名主題曲專輯。

## 背景及製作
光亮是北京衛視於2021年播出、為紀念故宮六百年而製作的大型紀錄片《紫禁城》第六期餘暉的主題曲。該集紀錄片講述了明朝末年在經歷萬曆中興後的衰落。此曲的編曲中選用了中國古老的吹奏樂器塤，配以電子和鼓等較接近流行風格的樂器，周深在歌曲的高潮部分亦罕見的使用了真聲演唱；歌曲中同時也加入了以京劇念白和唱段演繹的戲曲間奏，其中包括了引用北宋詞人蘇軾所創作的《定風波》中的兩句「莫聽穿林打葉聲」和「一蓑煙雨任平生」重新譜曲的段落。
莫聽穿林打葉聲，何妨吟嘯且徐行。
竹杖芒鞋輕勝馬，誰怕？一蓑煙雨任平生。——蘇軾《定風波》節錄
光亮時長4分49秒，以
拍的A♭大調創作，每分鐘112拍。此曲於2021年10月12日與紀錄片的另外十一首主題曲一同發佈預告，並於11月6日隨節目第六期播出而正式發佈。歌曲由苟璘作詞，錢雷則兼任作曲、編曲及製作人三職。

## 成績及獎項
光亮在騰訊音樂由你榜、東方風雲榜、亞洲新歌榜內地榜和馬來西亞MY 20大咖音樂榜等商業榜單均獲得最高第一名的成績；並在騰訊音樂浪潮榜名列當月第四名。除此之外，光亮亦獲得多個頒獎典禮的獎項。
| 年份 | 頒獎機構               | 獎項                     | 結果 | 參考來源 |
| ---- | ---------------------- | ------------------------ | ---- | -------- |
| 2021 | 第十五屆音樂盛典咪咕匯 | 年度十大金曲             | 獲獎 | [ 11 ]   |
| 2021 | 亞洲流行音樂大獎       | 最佳影視歌曲             | 入圍 | [ 12 ]   |
| 2022 | 微博之夜               | 2021微博年度人氣音樂作品 | 獲獎 | [ 13 ]   |
| 2022 | 第二十九屆東方風雲榜   | 年度十大金曲             | 獲獎 | [ 14 ]   |
| 2022 | 第二十九屆東方風雲榜   | 最佳作曲                 | 獲獎 | [ 14 ]   |

## 評價
原唱周深曾指光亮「和自己預料中的樣子完全不同」，作曲兼製作人錢雷更表示「這是一首出乎意料的歌，是一首可以超越《大魚》的作品」。江蘇衛視則以「歌聲空靈飄逸，歌曲旋律激昂明亮」描述該曲。歌手田震在《時光音樂會》中聽過周深演唱此曲後表示「突然出現了一段戲曲，又讓我驚了」；同場的另一位嘉賓、歌手孫悅則指周深在歌曲中的演唱兼具空靈感和力量，唱到副歌時「覺得天都亮了」。

## 演出
周深曾在時尚芭莎慈善夜、第十三屆北京國際電影節閉幕式、央視中秋晚会等多個場合演唱光亮；此曲同時也是周深9.29Hz世界巡迴演唱會的常駐曲目之一。越劇演員陳麗君在參加第37屆大眾電影百花獎頒獎典禮時表演了節目《浮生一白》，其中使用了光亮的戲腔唱段，因未註明歌曲原唱而引起爭議，陳麗君最終在微博發文就此事道歉。